# Henry Spratly
Henry Spratly là một người làm bản đồ nổi tiếng vì sự kiện khảo sát và đặt tên tiếng Anh cho đá Vành Khăn (Mischief Reef) vào năm 1791 trong lúc đi ngang qua vùng quần đảo Trường Sa. Theo đó, tên của ám tiêu này được đặt theo họ của thủy thủ người Đức Heribert Mischief. Đôi khi người ta nhầm lẫn rằng tên tiếng Anh của đảo Trường Sa và quần đảo Trường Sa là phát xuất từ họ của Henry Spratly nhưng đây chỉ là một sự trùng hợp ngẫu nhiên vì thực ra những tên gọi đó bắt nguồn từ họ của Richard Spratly, người du hành đến Trường Sa năm 1843.